# Hypanis phorcys
Hypanis phorcys är en fjärilsart som beskrevs av Fabricius 1793. Hypanis phorcys ingår i släktet Hypanis och familjen praktfjärilar. Inga underarter finns listade i Catalogue of Life.